# Discografia de Anette Olzon
A discografia de Anette Olzon, uma cantora sueca, consiste em três álbuns de estúdio, um extended play, 11 singles e cinco videoclipes.
A cantora esteve à frente do grupo de rock melódico Alyson Avenue entre 1989 e 2006, com o qual lançou os álbuns Presence of Mind e Omega. E entre 2007 e 2012 ela foi a segunda vocalista da banda de metal sinfônico Nightwish, lançando com eles os bem-sucedidos discos Dark Passion Play e Imaginaerum, responsáveis por elevarem a carreira de Olzon a nível mundial. Ela também está envolvida com outros projetos musicais gerenciados pela gravadora Frontiers Records desde 2016, tais como The Dark Element, Allen/Olzon e Ultima Grace.
Seu primeiro trabalho solo, o álbum Shine, foi disponibilizado em 28 de março de 2014 através do selo Earmusic e com uma sonoridade voltada ao pop e soft rock. O disco gerou os singles "Falling", "Lies" e "Shine", debutando também em paradas musicais da Bélgica e Suíça. Mais tarde em 19 de janeiro de 2016, a cantora lançou de maneira independente um EP de duas faixas intitulado Vintersjäl / Cold Outside, que incluiu uma canção inteiramente cantada no idioma sueco.
Strong, o segundo álbum da carreira de Olzon, foi liberado em 10 de setembro de 2021 sob curadoria da gravadora italiana Frontiers, e estreou em paradas da Alemanha, Reino Unido e novamente Suíça. Em prol de sua promoção foram disponibilizados ainda os singles "Parasite", "Sick of You", "Fantastic Fanatic" e "Strong". Algum tempo depois em 10 de maio de 2024, foi lançado seu terceiro álbum, Rapture, que assim como seu antecessor incorporou a sonoridade do heavy metal à carreira solo da cantora, além de gerar mais quatro singles, sendo eles "Heed the Call", "Day of Wrath", "Rapture" e "Hear My Song".

## Álbuns

### Álbuns de estúdio
| Ano                                                               | Detalhes                                                                                            | Melhores posições | Melhores posições | Melhores posições | Melhores posições | Melhores posições | Melhores posições |
| Ano                                                               | Detalhes                                                                                            | ALE               | BEL (Val)         | RU                | SUI               |                   |                   |
| ----------------------------------------------------------------- | --------------------------------------------------------------------------------------------------- | ----------------- | ----------------- | ----------------- | ----------------- | ----------------- | ----------------- |
| 2014                                                              | Shine - Lançamento: 28 de março de 2014 - Formatos: CD, download digital - Gravadora: Earmusic      | —                 | 192               | —                 | 59                |                   |                   |
| 2021                                                              | Strong - Lançamento: 10 de setembro de 2021 - Formatos: CD, download digital - Gravadora: Frontiers | 86                | —                 | 92                | 41                |                   |                   |
| 2024                                                              | Rapture - Lançamento: 10 de maio de 2024 - Formatos: CD, download digital - Gravadora: Frontiers    | —                 | —                 | —                 | 57                |                   |                   |
| "—" denota álbuns lançados que não entraram nas paradas musicais. | |                   |                   |                   |                   |                   |                   |

### Extended plays(EPs)
| Ano  | Detalhes |
| ---- | --- |
| 2016 | Vintersjäl / Cold Outside - Lançamento: 19 de janeiro de 2016 - Formatos: Download digital - Gravadora: Independente |

## Singles

### Como artista principal
| Ano  | Single              | Álbum   |
| ---- | ------------------- | ------- |
| 2013 | "Falling"           | Shine   |
| 2014 | "Lies"              | Shine   |
| 2015 | "Shine"             | Shine   |
| 2021 | "Parasite"          | Strong  |
| 2021 | "Sick of You"       | Strong  |
| 2021 | "Fantastic Fanatic" | Strong  |
| 2021 | "Strong"            | Strong  |
| 2024 | "Heed the Call"     | Rapture |
| 2024 | "Day of Wrath"      | Rapture |
| 2024 | "Rapture"           | Rapture |
| 2024 | "Hear My Song"      | Rapture |

### Como artista convidada
| Ano                                                                           | Single                                                        | Melhores posições | Melhores posições | Melhores posições | Álbum                              |
| Ano                                                                           | Single                                                        | ALE               | FIN               | POL               | Álbum                              |
| ----------------------------------------------------------------------------- | ------------------------------------------------------------- | ----------------- | ----------------- | ----------------- | ---------------------------------- |
| 2008                                                                          | "Follow Me" (com Pain)                                        | —                 | —                 | —                 | Cynic Paradise                     |
| 2009                                                                          | "October & April" (com The Rasmus)                            | 79                | 3                 | 4                 | Best of 2001—2009                  |
| 2010                                                                          | "Open Your Eyes" (com Sweden United)                          | —                 | —                 | —                 | (Não adicionado à nenhum álbum)    |
| 2015                                                                          | "Without Your Love (Anniversary Version)" (com Alyson Avenue) | —                 | —                 | —                 | (Não adicionado à nenhum álbum)    |
| 2021                                                                          | "This Is Not the End" (com Heart Healer)                      | —                 | —                 | —                 | The Metal Opera by Magnus Karlsson |
| 2023                                                                          | "The Storm Inside" (com False Memories)                       | —                 | —                 | —                 | Hybrid Ego System                  |
| "—" denotam singles que não entraram nas paradas musicais do respectivo país. |                                                               |                   |                   |                   |                                    |

## Participações
| Ano  | Canção                     | Artista principal | Álbum                              |
| ---- | -------------------------- | ----------------- | ---------------------------------- |
| 2006 | "Two of a Kind"            | Michael Bormann   | Conspiracy                         |
| 2006 | "Will We Remain"           | Cloudscape        | Crimson Skies                      |
| 2008 | "Heart Full of Fire"       | Brother Firetribe | Heart Full of Fire                 |
| 2008 | "Feed Us"                  | Pain              | Cynic Paradise                     |
| 2010 | "Heart Full of Fire"       | Brother Firetribe | Live at Apollo                     |
| 2011 | (Múltiplas faixas)         | Alyson Avenue     | Changes                            |
| 2012 | "Cathedral Walls"          | Swallow the Sun   | Emerald Forest and the Blackbird   |
| 2012 | "This Love This Time"      | Sapphire Eyes     | Sapphire Eyes                      |
| 2012 | "Lay Down in My Arms"      | Sapphire Eyes     | Sapphire Eyes                      |
| 2015 | "Apart & Astray"           | Black Mount Rise  | Curtains Falling                   |
| 2016 | "Lie to Me"                | Secret Sphere     | One Night in Tokyo                 |
| 2017 | (Múltiplas faixas)         | Bloodbound        | War of Dragons                     |
| 2017 | "The Sixth Dimension"      | Power Quest       | Sixth Dimension                    |
| 2018 | "I Won't Leave with a Lie" | Sapphire Eyes     | Breath of Ages                     |
| 2020 | "Bring Back the Night"     | Sapphire Eyes     | Magic Moments                      |
| 2021 | "Who Can Stand All Alone"  | Heart Healer      | The Metal Opera by Magnus Karlsson |
| 2021 | "Mesmerized"               | Heart Healer      | The Metal Opera by Magnus Karlsson |
| 2022 | "I Could Stop Now"         | Jani Liimatainen  | My Father's Son                    |

## Videoclipes

### Como artista principal
| Ano  | Canção         | Diretor          | Ref.   |
| ---- | -------------- | ---------------- | ------ |
| 2014 | "Lies"         | Patric Ullaeus   | [ 25 ] |
| 2015 | "Shine"        | Gedda Production | [ 26 ] |
| 2021 | "Parasite"     | Revolver         | [ 27 ] |
| 2024 | "Rapture"      | Patric Ullaeus   | [ 28 ] |
| 2024 | "Hear My Song" | Patric Ullaeus   | [ 29 ] |

### Como artista convidada
| Ano  | Canção                | Artista principal | Diretor                       | Ref.   |
| ---- | --------------------- | ----------------- | ----------------------------- | ------ |
| 2008 | "Follow Me"           | Pain              | Ville Lipiäinen & Denis Goria | [ 30 ] |
| 2009 | "October & April"     | The Rasmus        | Owe Lingvall                  | [ 31 ] |
| 2011 | "Feed Us"             | Pain              | N/A                           | [ 32 ] |
| 2012 | "Cathedral Walls"     | Swallow the Sun   | Tage Rönnqvist                | [ 33 ] |
| 2015 | "Apart & Astray"      | Black Mount Rise  | N/A                           | [ 34 ] |
| 2021 | "This Is Not the End" | Heart Healer      | N/A                           | [ 35 ] |
| 2023 | "The Storm Inside"    | False Memories    | Alex Bufalo                   | [ 36 ] |